# Olivier Durieux
 Olivier Durieux, né à Berlaimont le 24 août 1830 et mort à Aulnoye le 24 janvier 1895, est un peintre et vitrailliste français qui a exercé son art à Reims, puis à Aulnoye.

## Biographie
Olivier Durieux est né  en 1830.
En 1856, Edmond Durieux, frère d’Oliver Durieux, ouvre un atelier de peinture sur verre, menuiserie et sculpture religieuse, 38 boulevard du Chemin-de-Fer à Reims. Ce boulevard sera renommé Boulevard Louis-Roederer.
Il décède en 1863 et la direction est reprise par deux de ses frères, Jules et Olivier Durieux.
Olivier Durieux signera les verrières produites par cet atelier à Reims par "Ol. Durieux" ou "Maison Ol. Durieux".
Vers 1880, les ateliers de peinture sur verre quittent Reims pour Aulnoye. Il réalisera de nombreuses verrières funéraires.
Durieux décède le 24 janvier 1895 à Aulnoye.

## Œuvres

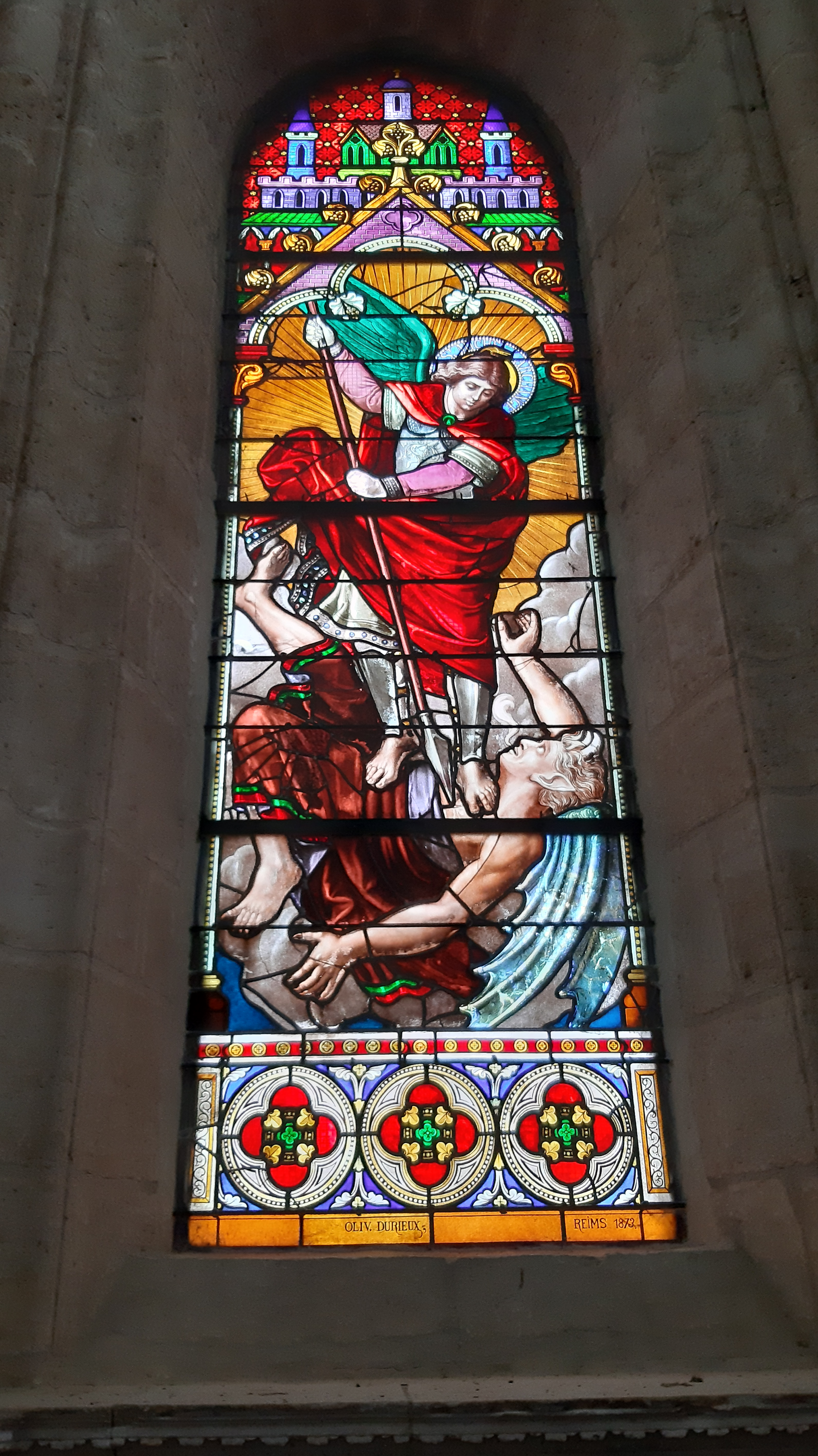
Vitrail de la baie centrale de l'abside de l'église abbatiale de Saint-Michel-en-Thiérache, représentant Saint Michel terrassant le démon et réalisé en 1873

- Église Saint-Mathieu de Neufmaison : ensemble de 3 verrières « Immaculée Conception » réalisée en 1863 (Dossier IM08009609)[5].
- Église Saint-Rémy de Gespunsart : ensemble de 2 verrières « Annonciation ; saint Nicolas » réalisée en 1861-2 (Dossier IM08000002)[6].
- Tombeau (chapelle) de la famille Bouvart à Any-Martin-Rieux : Verrière à personnages : Saint Joseph (baie 0) (Dossier IM02001916)[3].
- Église Saint-Clément de Frasnoy : deux vitraux des bas-côtés, proches du chœur (1885) (Dossier PM59004742)[7].
- Église Sainte-Marie-Madeleine de Lille : quatre vitraux du chœur (1863) et les vitraux historiés du déambulatoire[8].
- Église abbatiale de Saint-Michel-en-Thiérache : vitrail de la baie centrale de l'abside réalisé en 1873.

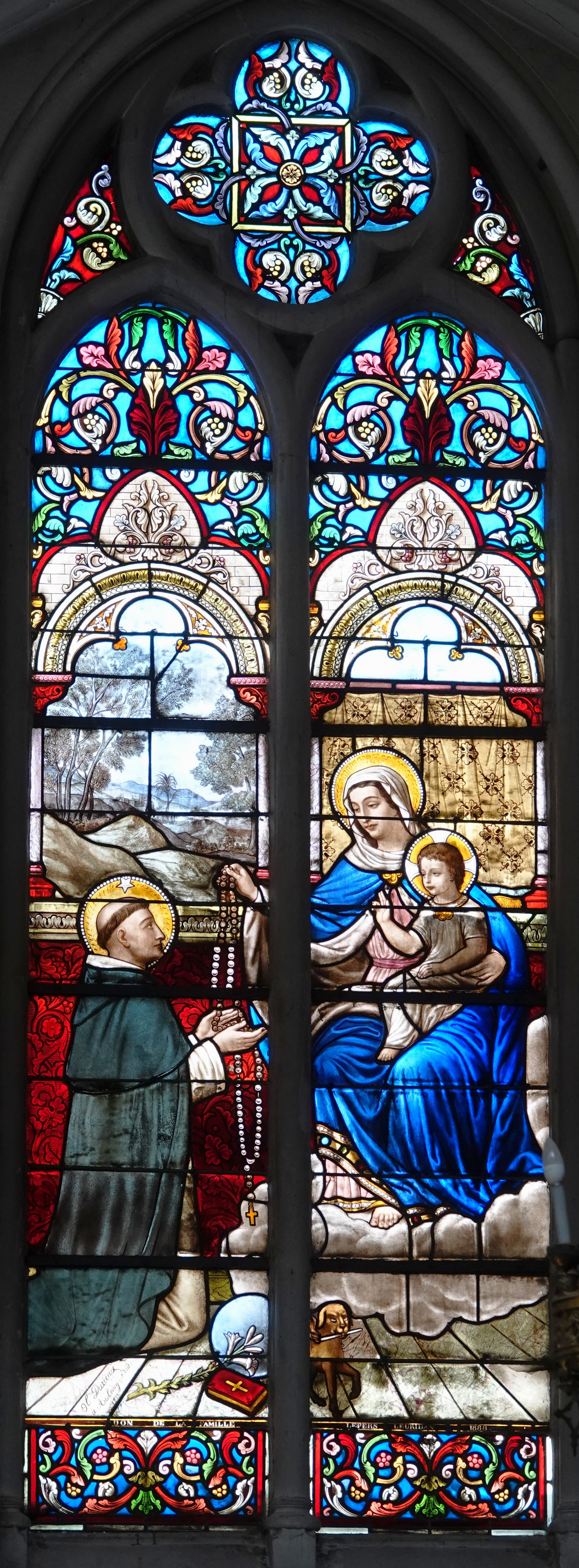
La Vierge remet le Rosaire à Saint Dominique

- La Vierge remet le Rosaire à Saint DominiqueÉglise Saint Nicolas de Wasquehal : verrière de la nef, côté Est, « La Vierge remet le Rosaire à Saint Dominique »